# فرت تامپسن (داکوتای جنوبی)
فرت تامپسن(به انگلیسی: Fort Thompson) شهری در ایالت داکوتای جنوبی کشور ایالات متحده آمریکا است که جمعیت آن در سرشماری سال ۲۰۱۰ میلادی، ۱٬۲۸۲ نفر بوده‌است.